# YBP 1194
Désignations
YBP 1194 est une étoile naine jaune de l'amas ouvert M67, dans la constellation zodiacale du Cancer. De magnitude apparente 14,6 dans le spectre visible, elle n'est pas observable à l'œil nu. Comparable au Soleil par sa masse (1,01 ± 0,02 masse solaire) et son rayon (0,99 ± 0,02 rayon solaire), elle a une métallicité un peu plus élevée que celle du Soleil.

## Système planétaire
Cette étoile est l'objet primaire d'un système planétaire dont l'unique objet secondaire connu à ce jour (mai 2015) est YBP 1194 b, une planète confirmée. Sa planète a été détectée grâce à HARPS, le spectrographe-échelle équipant le télescope de 3,6 mètres de l'Observatoire européen austral à La Silla au Chili. Sa découverte a été annoncée le 15 janvier 2014 par un communiqué de presse de l'Observatoire européen austral.

#### ÉtoileYBP 1194
- (en) NGC 2682 YBP 1194 sur la base de données NASA Exoplanet Archive du NASA Exoplanet Science Institute
- (en) Cl* NGC 2682 YBP 1194 sur la base de données Simbad du Centre de données astronomiques de Strasbourg.
- (en) FBC 2867
- Sur la base de catalogues VizieR du Centre de données astronomiques de Strasbourg :
  - MMJ 5357
  - 2MASS J08510080+1148527
  - SDSS J085100.79+114852.7
  - UCAC2 35931642

#### Planète
- (en) YBP1194 b sur la base de données Exoplanet Data Explorer
- (en) YBP1194 b sur L'Encyclopédie des planètes extrasolaires de l'Observatoire de Paris.
- (en) NGC 2682 YBP 1194 b sur la base de données NASA Exoplanet Archive du NASA Exoplanet Science Institute
- (en) YBP1194b sur la base de données Simbad du Centre de données astronomiques de Strasbourg.